# Acanthocinus leechi
Acanthocinus leechi là một loài bọ cánh cứng trong họ Cerambycidae.